# Kandelia candel
Kandelia candel — вид мангровых растений семейства Ризофоровые. Типовой вид рода Канделия, долгое время считавшегося монотипным. В результате исследований различий в количестве хромосом, молекулярном строении ДНК, анатомическом строении листьев и физиологических адаптациях, присущих представителям канделии в разных частях ареала, в 2003 году был выделен самостоятельный вид Kandelia obovata.

## Описание

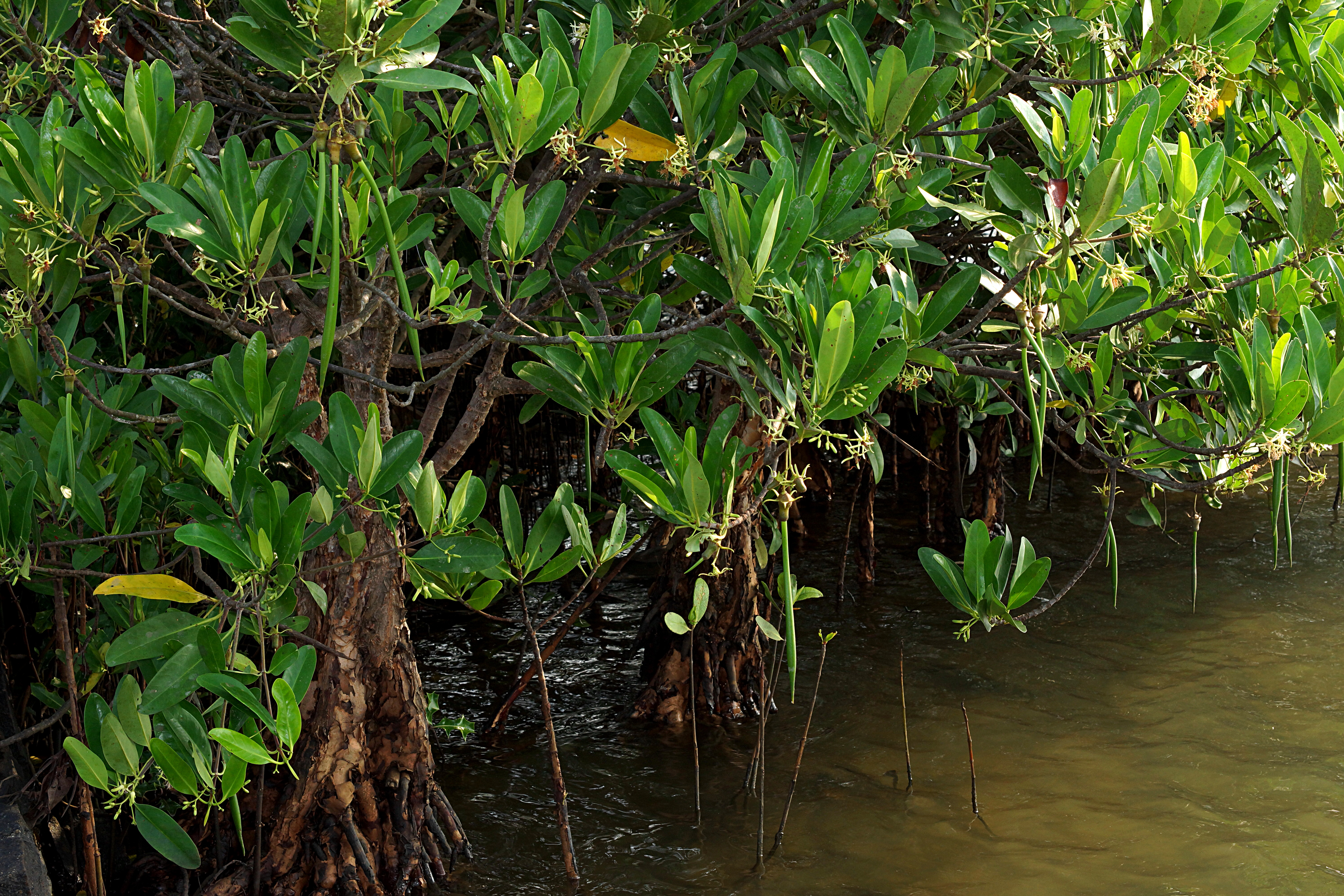
видны расширенный внизу ствол, ветви с листьями, цветки,
плоды с проростками,
укоренившиеся проростки

Представляет собой небольшое дерево или кустарник. Пневматофоры отсутствуют. Кора гладкая, серовато или красновато-коричневая. Высота — 4—8 м, расширяющийся внизу ствол окружён опорными корнями. Ядра клеток содержат 38 хромосом.

### Листья
Листья супротивные, цельные, продолговатые-эллиптические, могут приближаться к ланцетным. Длина 6—16 см, ширина 3—6 см. Края цельные, слегка загнуты. Черешки круглые в сечении, 1—1,5 см длиной. Прилистники линейные, уплощённые. Края цельные, слегка загнуты. Черешки круглые в сечении, 1—1,5 см длиной. Прилистники линейные, уплощённые, длиной 3—4 см. От основной жилки отходят 8—11, реже13 пар второстепенных. С адаксиальной стороны листьев палисадная паренхима четырёхслойная, с абаксиальной отсутствует.

### Цветки
Цветки собраны в одиночные цимозные соцветия, состоящие из 4-х, реже до 6—9-ти, цветков. Цветоножки с двумя прицветничками, их длина 5—6 мм. Чашелистики с абаксиальбной стороны во время цветения светло-зелёные. Длина чашелистиков 14—16 мм, ширина 1,9—2,1 мм. Прицветнички высотой 2—2,5 мм, не достигают полости завязи. Их форма приближается к V-образной. Лепестки белые, частично расщеплённые на 2 части шириной 0,5—0,7 мм, со сросшейся частью 2,3—2,5 мм. На каждой половинке 3-5 извилистых нитей разной длины. Пыльники длиной 0,8—1,0 мм светло-розовые перед вскрыванием. Длина пыльцевых зёрен 21,2 ± 1,6 мкм. Столбик пестика 0,9—1,2 мм, зеленоватый.

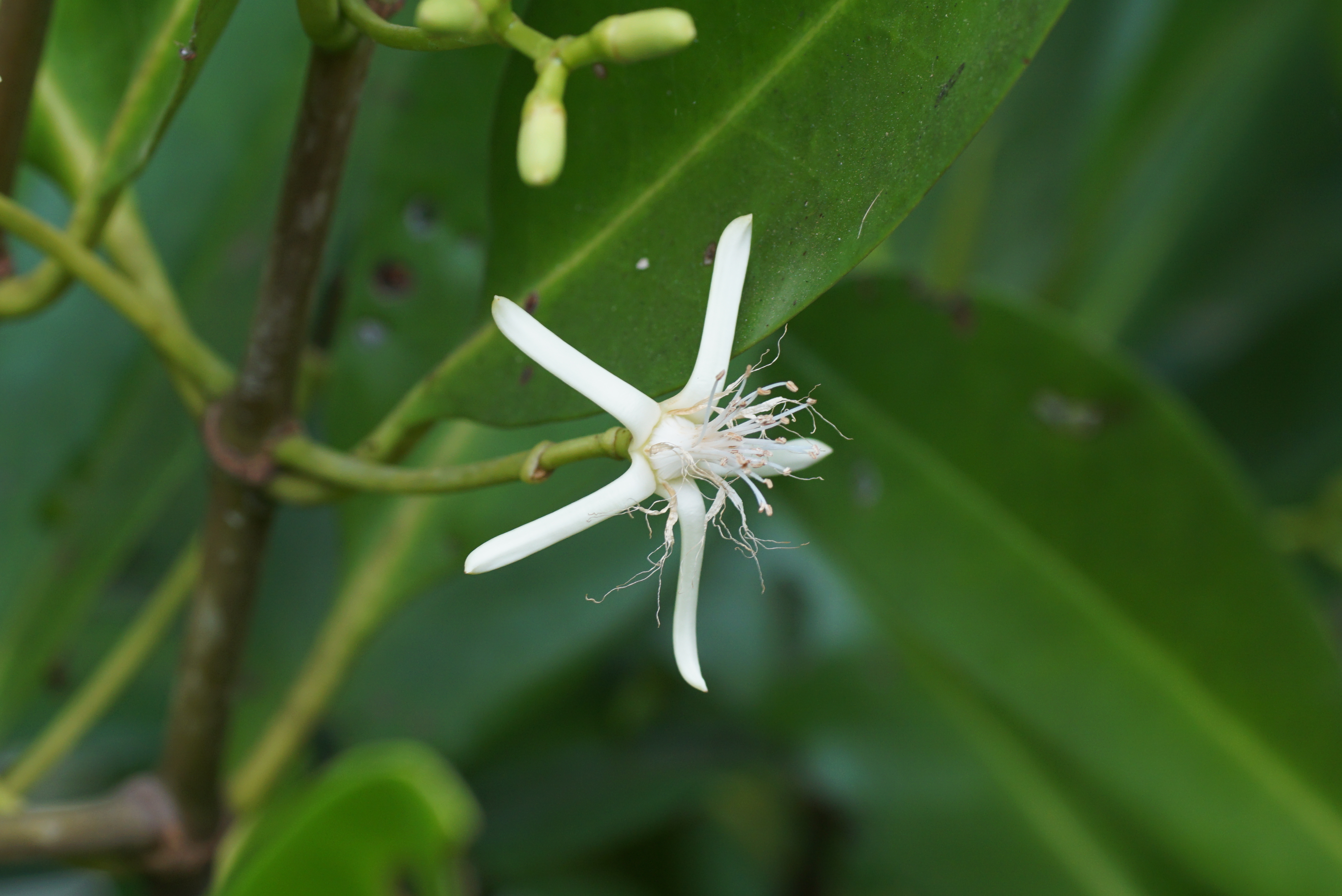
Цветок
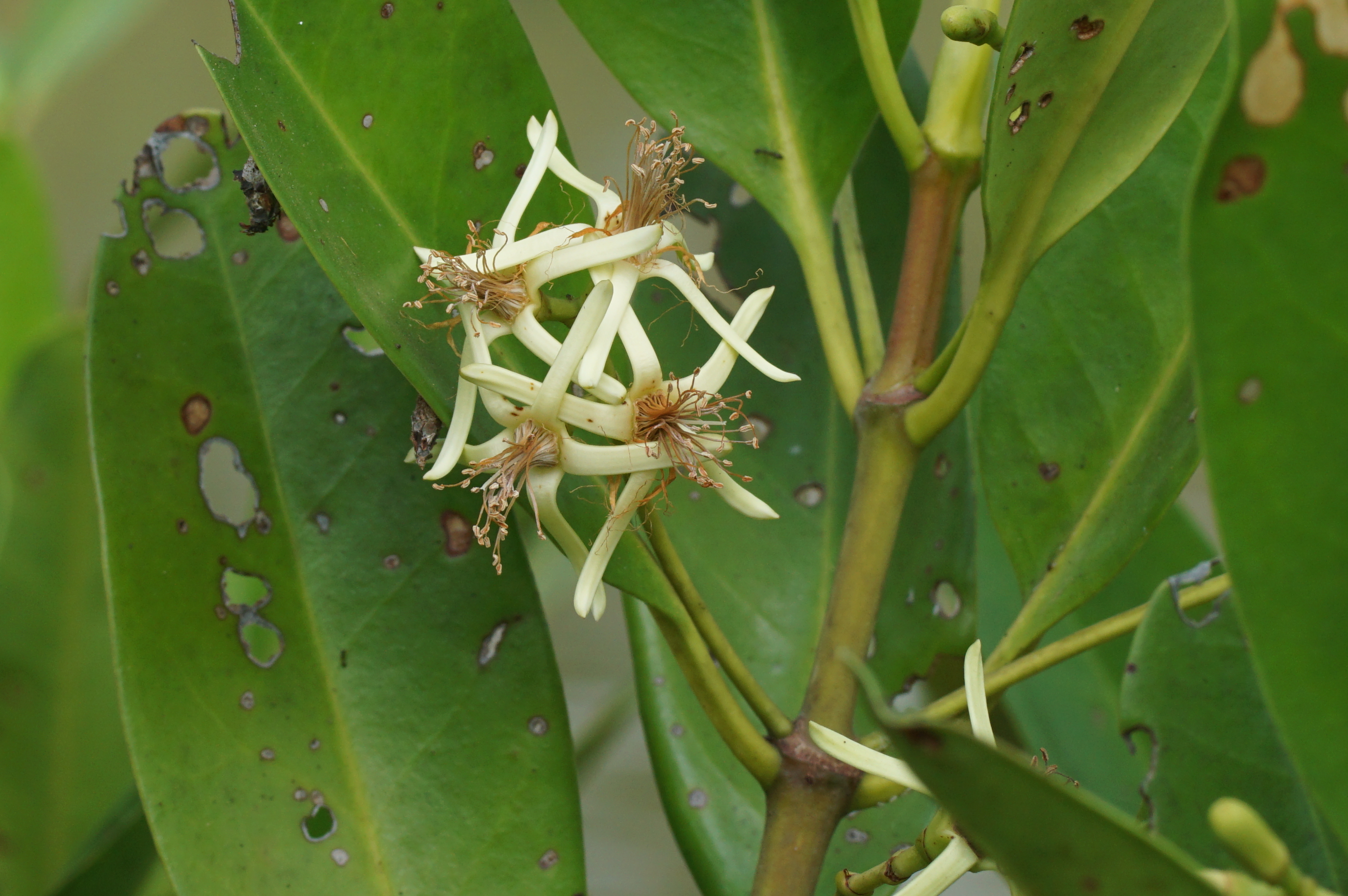
Соцветие
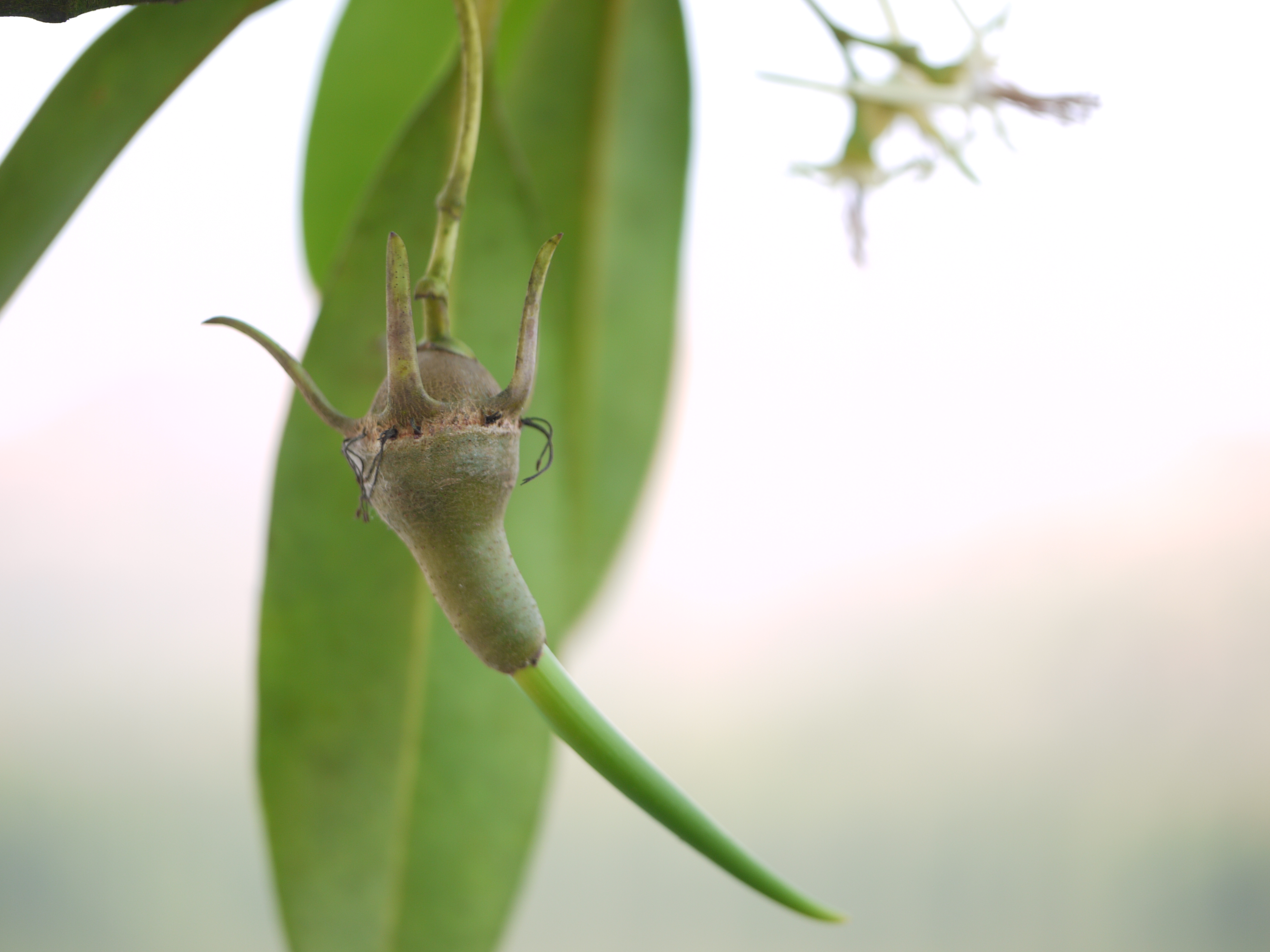
Плод с проростком

### Плоды
Односеменные плоды постоянно несут чашелистики. Узкий прямой, направленный вниз, сужающийся к концу проросток развивается в плоде, не потерявшим связь с материнским деревом.Длина плода — 1,5—2,5 см, трубки чашечки — 1 см. Проросток вырастает до 20—40 см, имея в наиболее широкой части диаметр 1—1,4 см.

## Место в древостое
Распространена преимущественно в подлеске мангровых лесов, часто там является наиболее заметной древесной породой. Может доминировать в смешанном, обычно с бругиерой голокорневой или эгицерасом рожковидным, древостое и даже образовывать самостоятельный. Например в расположенном близко к экватору, всего 4° 47' с. ш., девственном лесу вдоль реки Тутонг в Брунее, канделия произрастает в виде пояса шириной 2—6 м и протяжённостью 1,26 км впереди древостоев ризофоры и авиценнии белой.

## Места произрастания

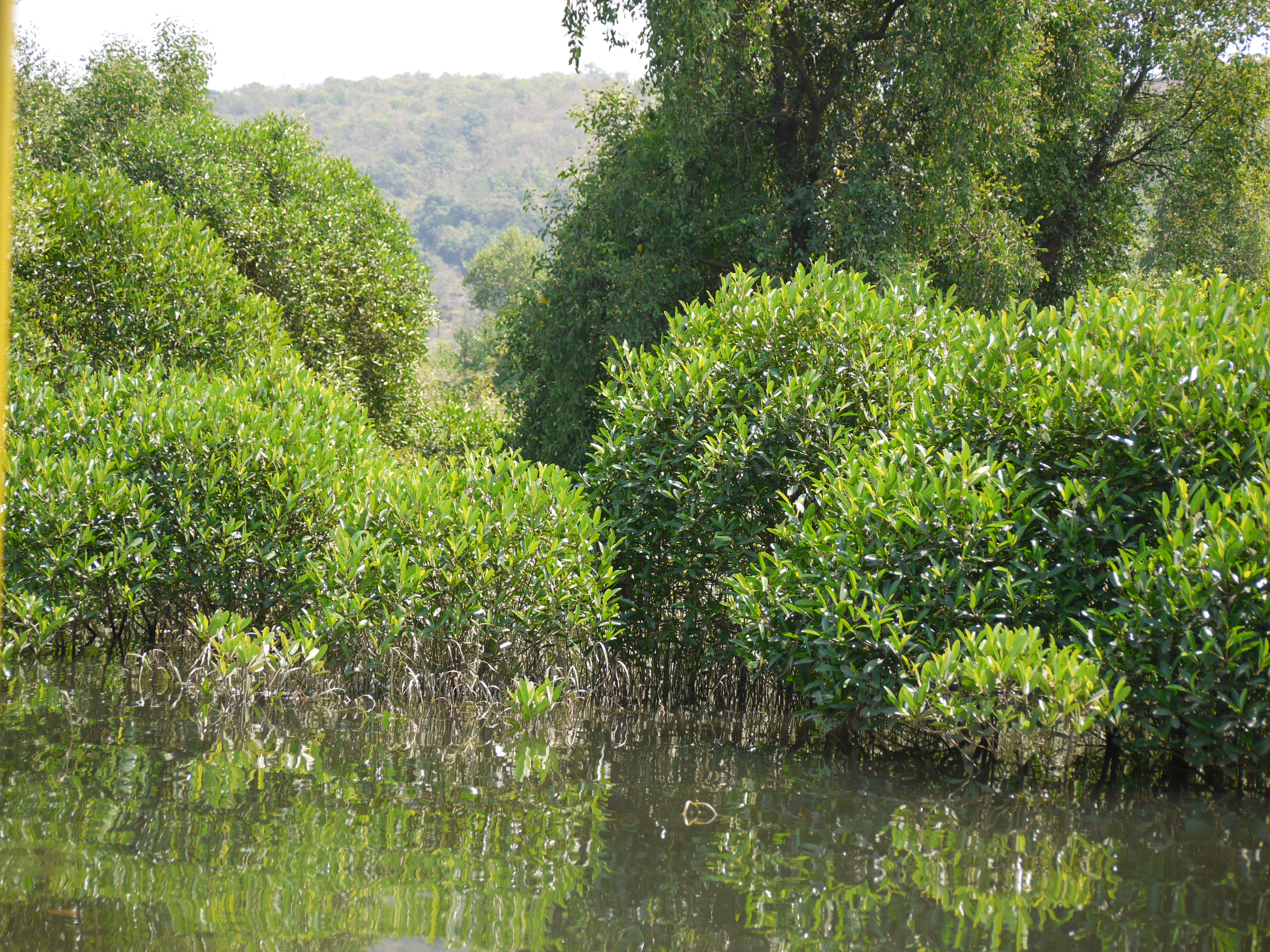
Канделия на берегу реки на западе Индии

Произрастает в мангровых лесах, в задней части приливно-отливной полосы, ближе к сухопутным растительным сообществам. В достаточно отдалённой от моря зоне растёт непосредственно на берегах эстуариев. Может первой заселять безлесые участки.
Kandelia candel широко распространена на западных берегах Индостана, на восточных — в индийском штате Орисса, в Сундарбане, на Андаманских островах, в Мьянме, в Малайзии, в Сингапуре, в Таиланде, в южном Вьетнаме, а также в Индонезии только на севере Суматры, на острове Хальмахера и на Молуккских островах.